# Infisso (architettura)

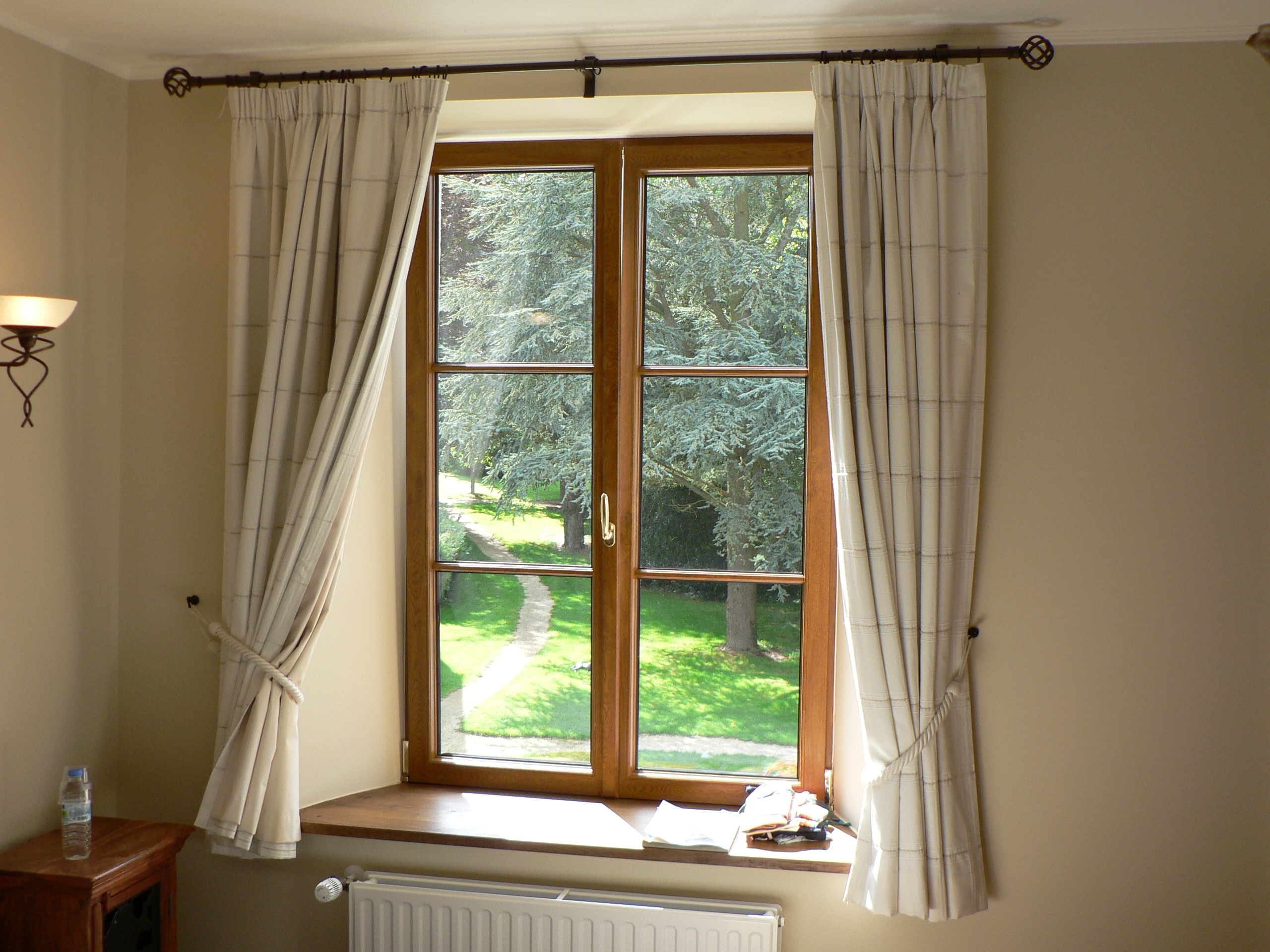
Infisso in alluminio color legno

L'infisso è il telaio su cui sono fissate le parti apribili, dette ante o partite, di finestre, porte ecc., oppure i vetri o i pannelli di un serramento non apribile. Non va confuso con il falso telaio (o, per gli addetti ai lavori, semplicemente "il falso"), detto anche controtelaio, che è l'intelaiatura in acciaio trattato antiruggine o in legno grezzo, ancorata al muro con l'utilizzo di cemento, sulla quale l'infisso viene di solito avvitato. Talvolta l'infisso viene avvitato direttamente a muro con l'uso di tasselli. È il caso dei telai dei serramenti in ferro e acciaio.
Il termine serramento, viene utilizzato come sinonimo nel linguaggio comune, seppur impropriamente, poiché esso è un elemento architettonico realizzato per la chiusura delle aperture ricavate nella muratura e che mette in comunicazione l'interno e l'esterno di un edificio (serramenti esterni), o due locali interni dell'edificio stesso (serramenti interni). I serramenti comprendono finestre, porte, vetrate fisse ecc.

## Funzioni
Le funzioni storiche degli infissi sono le seguenti:
- Passaggio di luce dall'esterno e consentire di guardare all'esterno - con serramenti fissi o apribili, entrambi con lastra di tamponamento trasparente, di solito in vetro
- Aerazione dei locali interni dell'edificio - con l'impiego di serramenti apribili o l'inserimento nel muro o in un serramento fisso di una griglia a persiana
- Affacciarsi all'esterno dell'edificio - con finestre apribili
- Accesso dall'esterno - con porte o porte-finestre
- Passaggio tra due locali interni - con porte interne
- Esposizione di prodotti al pubblico - con vetrate fisse
- Protezione dell'abitazione da intrusioni (serramenti esterni)

### Estetica e razionalizzazione abitativa
Un infisso è un elemento architettonico e, come tale, contribuisce all'estetica e all'arredamento dell'edificio. I progressi ottenuti a partire dal XIX secolo nel campo della tecnologia, ne fanno anche un elemento importante per quanto riguarda il risparmio energetico e la razionalizzazione degli spazi abitativi. Le scelte di vetro, colore, forma, tipo e dimensione inserite in certi contesti sono state oggetto di studi e di grandi realizzazioni da parte di architetti di fama mondiale come Le Corbusier, Ernst May e Walter Gropius.

### Sostituzione della muratura di tamponamento
Nella seconda metà del XX secolo si sono affermate tecnologie che vengono adottate principalmente per la realizzazione di palazzi ad uso ufficio. I seguenti manufatti relativi a tali tecnologie possono venire considerati serramenti, anche se a differenza dei serramenti classici anziché tamponarne le aperture, sostituiscono completamente le murature non portanti:
- Sostituire i muri esterni di tamponatura - con facciate continue opportunamente isolate dal punto di vista termico e acustico. Questo prodotto è in costante miglioramento grazie ai progressi della scienza vetraria, in particolare quelli relativi ai vetri a bassa emissività e similari
- Sostituire i muri divisori interni - con pareti mobili, dette anche pareti divisorie, che possono essere realizzate con vetri o con pannelli oscuranti. Le pareti vengono definite mobili per la relativa semplicità con cui possono essere installate e smontate
  - Sostituire contemporaneamente un muro divisorio e i mobili che vi sono appoggiati - con pareti attrezzate, una variante delle pareti mobili con la quale vengono inseriti mobili come librerie, scrivanie ecc. alle pareti stesse[4]

### Sicurezza
Anche nel campo della sicurezza la tecnologia ha fatto importanti progressi e attualmente gli infissi garantiscono buoni margini di salvaguardia:
- Sicurezza in situazioni di emergenza
  - Via di fuga quando avviene una calamità nei locali dove si trova molta gente - con la porta antipanico, dotata di un omonimo maniglione antipanico che permette l'apertura della porta anche nel caso in cui più persone in preda al panico si ostacolino correndo disordinatamente al momento di fuggire da un locale
  - Resistenza al fuoco - con la porta tagliafuoco, che resiste a lungo alle fiamme di un incendio sviluppatosi in un locale attiguo
- Protezione contro le rapine - con i serramenti blindati, in uso presso le banche, nei negozi di preziosi e similari. In questo ambito vi sono stati notevoli progressi, con l'invenzione del vetro antiproiettile e con i miglioramenti delle serrature di sicurezza. Ampiamente diffusa è attualmente la porta blindata di accesso alle abitazioni.
- Protezione contro le effrazioni - con l'utilizzo di vetro stratificato di opportuno spessore, sbarre o tapparelle rinforzate per le finestre, serrande per portoni e vetrine
- Protezione contro gli infortuni - con l'utilizzo di vetro stratificato

## Materiale
I materiali costruttivi utilizzati in prevalenza sono stati storicamente il legno ed il ferro, mentre a partire dal secolo scorso gli infissi sono stati fabbricati anche con altri materiali metallici (tra i quali l'acciaio al carbonio o inossidabile, il bronzo e l'alluminio) e plastici come il PVC.
Ognuno dei materiali impiegati richiede l'utilizzo di accessori specifici come maniglie, cerniere, squadrette di giunzione ecc., che sono diversi da quelli impiegati per i serramenti realizzati con altri materiali.

### Legno
Tra i suoi vantaggi vi sono quelli legati all'ecologia, essendo il più naturale tra i materiali impiegati nella serramentistica. Offre un buon grado di isolamento termico ed una relativa facilità di riparazione. Gli svantaggi principali sono la facilità con cui si deforma e deperisce sotto l'azione degli agenti atmosferici, richiedendo maggiore manutenzione rispetto ai materiali non di origine naturale. Dal punto di vista della durabilità naturale il legno da costruzione viene diviso per norma in cinque classi a partire dalla Classe 1 (molto durabile) ad arrivare alla classe 5 (non durabile), mentre le classi di utilizzo sono anch'esse cinque a partire dalla Classe di Utilizzo 1 (condizione protetta) per giungere alla Classe di Utilizzo 5 (a contatto con acqua di mare). I legni con durabilità in Classe 1 sono idonei all'uso senza protezione in Classe di Utilizzo 5 mentre per i legni con durabilità in Classe 5 è indicato l'impiego solo in Classe di Utilizzo 1; essendo i serramenti in Classe di Utilizzo 3, in quanto sottoposti a bagnatura ma non a contatto con il terreno, sono per principio idonei per la loro produzione tutti i legni di Classe 1 e 2 anche senza trattamenti protettivi, i legni di Classe 3 preferibilmente trattati con protettivi ed i legni in Classe 4 obbligatoriamente trattati con protettivi.  Per le sue qualità estetiche il legno viene solitamente utilizzato per la produzione di serramenti destinati all'edilizia abitativa di livello medio-alto.

### Ferro (acciaio)
Comunemente detto "Ferro Finestra", si tratta di serramenti in acciaio al carbonio di qualità S 235 JR, tipicamente nato in Inghilterra. L'evoluzione del profilo, in termini di produzione, ha subito sostanziali cambiamenti nel periodo della rivoluzione industriale; si è passati da inferriate, cancellate, ringhiere dalle tipiche curve liberty, a profilati più semplici, con sezione ad L, a T, ad U, a Z. Tra i primi macchinari pensati per produrre questi serramenti, ricordiamo la pressa piegatrice e cesoia "Alda" pensata da Aldo Secco tra il 1946-1947 che rivoluzionò il settore. Il Ferro-Finestra è resistente alla deformazione ma offre prestazioni di isolamento termico minori rispetto ai serramenti in legno o PVC. Se non specificatamente trattato può essere soggetto a corrosione. Dal 2009 è stato modificato per accogliere vetri isolanti e guarnizioni di battuta che ne migliorano le prestazioni di tenuta.
Grazie alle nuove tecniche di profilatura a freddo e all'utilizzo di nastri in acciaio zincato sendzimir, i moderni serramenti in acciaio presentano una resistenza alla corrosione nettamente superiore ai serramenti in "ferro" di precedente generazione. Anche se verniciati a forno, si prestano comunque alla corrosione e devono essere riverniciati periodicamente. I limiti della lavorazione a freddo pregiudicano la tenuta dei serramenti apribili in acciaio rispetto a quelli in alluminio, i cui profilati estrusi garantiscono una maggiore precisione dimensionale. Sono in produzione serramenti in acciaio dotati di tecnologia a "taglio termico", con prestazioni accettabili ma inferiori a quelli analoghi in alluminio. Gli infissi in acciaio zincato verniciato vengono principalmente utilizzati nell'edilizia commerciale e meno in quella residenziale. Risultano apprezzati per gli ingombri ridotti dei profilati e quindi per la maggiore luminosità rispetto agli infissi in legno.
I serramenti in acciaio inossidabile danno ampie garanzie sulla tenuta alla corrosione ma sono particolarmente costosi. Vengono impiegati a fronte di richieste particolari, come per immobili di un certo prestigio o come serramenti subacquei.

### Alluminio
Non si altera, ha bisogno di scarsa manutenzione, è di facile lavorazione, pesa poco ed il prezzo è competitivo rispetto ai serramenti in legno pregiato. Non ha il fascino del legno per l'edilizia abitativa e, non offrendo un buon isolamento termico, presenta condensa in superficie. L'estrusione dei profilati già sagomati garantisce alta precisione dimensionale e di assemblaggio. La resistenza meccanica viene aumentata in fase di estrusione con le apposite nervature previste per i profilati. I telai vengono composti meccanicamente con squadrette. Dalla seconda metà del XX secolo sono in produzione serramenti in alluminio a "taglio termico", in cui la parte esterna del profilato è separata da quella interna da un profilo plastico che garantisce isolamento e elimina la condensa sulla superficie interna del serramento. I prezzi di tali serramenti variano di molto a seconda della qualità. In generale, gli infissi in alluminio vengono utilizzati soprattutto per gli uffici e le attività commerciali, in misura minore per l'edilizia abitativa, specialmente nel caso di ristrutturazioni.

### PVC
Realizzati con profilati estrusi simili a quelli di alluminio, i serramenti in PVC offrono un buon isolamento termico, pesano poco ed hanno prezzi contenuti. È il meno naturale tra i materiali per infissi ed ha quindi un'attrattiva minore rispetto agli altri. Viene usato molto nel Nord Europa e si sta diffondendo anche in Italia.

### Materiali misti
Verso la fine del XX secolo si sono diffusi anche infissi realizzati con materiali compositi come il legno/alluminio, il legno/bronzo, il legno/PVC/alluminio, ecc., che combinano la resistenza della sezione in metallo, posta a contatto con l'esterno del locale, al basso valore di trasmittanza termica del legno. I serramenti eseguiti con questi sistemi vengono usati per l'edilizia abitativa, hanno costi alti e una diffusione limitata. Tra questi tipi, il più diffuso è quello in legno/alluminio, per la leggerezza e la facilità di lavorazione del metallo.

## Tipologia
I serramenti possono essere apribili, fissi o composti da una parte fissa e una apribile. In questo caso le parti fisse vengono chiamate sottoluce fisso se sono sotto all'anta apribile, sopraluce fisso se sono sopra e laterale fisso se sono ai lati. Le parti apribili sono chiamate ante e si suddividono in:
- porte
- finestre. In questa categoria rientrano i moderni lucernari che illuminano i sottotetti
- porte-finestre. Sono simili alle porte come dimensioni e hanno sulla soglia un profilo sagomato simile a quello dei davanzali delle finestre ma ribassato, che garantisce la tenuta all'aria e all'acqua. Questa soluzione viene di solito utilizzata per accedere alle terrazze o nelle uscite secondarie del pian terreno

## Sistemi di apertura

### A battente
I serramenti a battente sono quelli più diffusi, le ante sono girevoli con cerniere fissate su un lato verticale e la chiusura su quello opposto. Le parti apribili possono essere da 1 a 4, ma quando sono più di due e sono tutte aperte la stabilità può essere precaria per il peso eccessivo.
- Apertura all'interno. Per le finestre e porte-finestre in alluminio, oltre al tradizionale sistema a guarnizione interna ed esterna, è previsto anche un sistema più evoluto detto "a giunto aperto", in cui si lascia la guarnizione interna di battuta, si elimina quella esterna e si mette una guarnizione centrale detta di precamera che offre maggiori garanzie per la tenuta all'acqua e all'aria. Il sistema a giunto aperto di solito non si usa per le porte, che non hanno profili a pavimento dove alloggia le guarnizione centrale, e che non hanno quindi una buona tenuta all'acqua e all'aria. Il giunto aperto viene spesso adottato con la Camera Europea, un sistema nato negli anni 1970 adottato dalle maggiori aziende produttrici di alluminio per serramenti, in cui i profili di anta e telaio hanno una particolare conformazione che consente di utilizzare accessori standard unificati, come cerniere, maniglie, ecc. prodotti da diverse aziende di accessoristica. La Camera Europea riduce tempi e costi delle lavorazioni e aumenta le performance di resistenza aria-acqua-vento dei serramenti.[14]
- Apertura all'esterno. Per l'apertura all'esterno viene normalmente adottato il tradizionale sistema con guarnizione interna ed esterna. Sono di questo tipo i seguenti serramenti:
  - Controfinestra. È un normale serramento aggiuntivo rispetto ad uno già esistente. Viene posto in opera sul filo esterno del muro, al di là della sede dov'è alloggiata la tapparella. Hanno la funzione di creare un ulteriore ostacolo al freddo, ma questa soluzione è ora obsoleta e costosa, grazie alle attuali prestazioni offerte dal vetro camera
  - Persiana. La persiana sostituisce la tapparella e, come la controfinestra, è posizionata sul filo esterno del muro, mentre sul lato interno c'è la normale finestra. Il tamponamento con vetri o pannelli è sostituito da lamelle metalliche o stecche in legno che oscurano l'ambiente lasciando filtrare l'aria. Spesso le cerniere dell'anta vengono fissate direttamente a muro senza l'utilizzo del telaio.
  - Scuro. Manufatto soprattutto in legno con pannello di tamponamento compatto. Funzioni e fissaggio sono simili a quelle della persiana, rispetto alla quale garantisce maggiore oscurità ma meno passaggio di aria.
  - Porte automatiche a battente. È una soluzione piuttosto rara, utilizzata ad esempio in caso di emergenza quando un sensore rileva un incendio e l'automatismo spalanca le porte.[15] Una soluzione simile viene invece adottata frequentemente per il normale utilizzo di porte scorrevoli.

### Vasistas

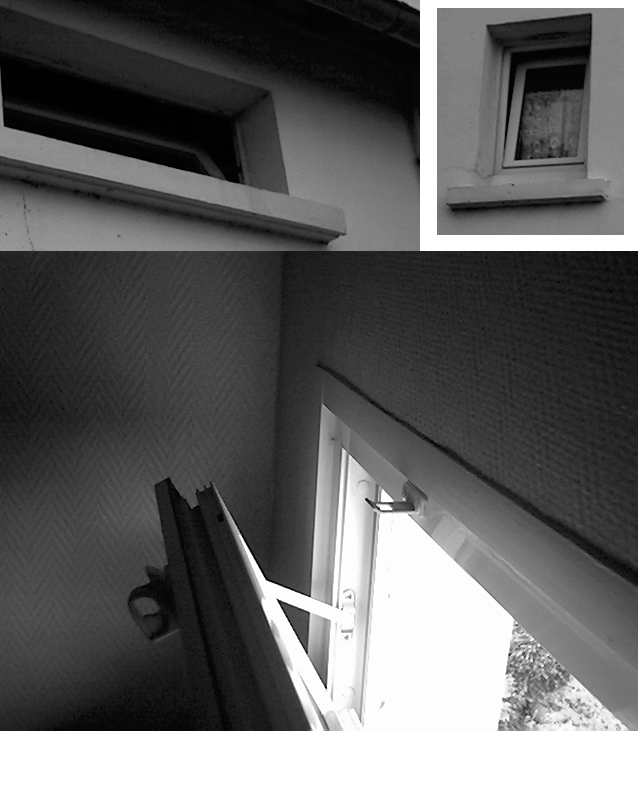
Alcuni tipi di vasistas. Sono visibili lo scrocchetto ed un braccio limitatore di apertura

L'apertura a vasistas, scritto anche wasistas, è un sistema identico a quello delle finestre a battente con apertura all'interno, ma le cerniere sono posizionate sul traverso inferiore e la chiusura, detta cricchetto, su quello superiore. L'altro accessorio essenziale è il cosiddetto braccio limitatore d'apertura, che permette all'anta di rimanere aperta senza ribaltarsi all'ingiù. Sono in commercio diversi tipi di bracci tra i quali quello sganciabile, che consente di aprire completamente l'anta quando si vuole pulire il vetro esterno dall'interno. Quando si trova sopra una porta o a una finestra viene chiamato sopraluce a vasistas.
La finestra a vasistas viene usata principalmente per l'illuminazione e l'aerazione di edifici ad uso industriale, cantine, vani scale e similari. Quando è posizionato troppo in alto e non si riesce ad aprirlo normalmente, come nel caso degli alti capannoni industriali, si può sostituire il cricchetto con un sistema di apertura con comando a distanza, che può essere elettrico o a manovella. Nei fabbricati industriali i vasistas hanno spesso la funzione di evacuatori di fumo e calore in caso di incendi, in tal caso l'apertura è affidata a cilindri pneumatici che sostituiscono chiusura e bracci e sono collegati ad un impianto di rivelazione incendi. Il segnale dell'eventuale incendio viene trasmesso ad una centralina che comanda l'apertura dei vasistas con un sistema ad aria compressa o elettrico.

### Anta ribalta
L'apertura ad anta ribalta, detta anche ribanta e oscillo-battente, è un sistema che permette l'apertura di finestre e porte-finestre in legno, alluminio e PVC sia a battente che a vasistas con la stessa maniglia, che ha due posizioni per l'apertura. La prima posizione prevede l'apertura a battente normale, chiudendo poi l'anta e mettendo la maniglia nella seconda posizione il serramento si apre a vasistas. L'ingegnoso sistema fu prodotto per la prima volta nel 1935 in Germania da Wilhelm Frank, pioniere della serramentistica moderna e fondatore della tuttora esistente azienda di accessoristica Roto. L'anta ribalta permette l'apertura regolabile a vasistas per l'aerazione di un locale senza dover spalancare la finestra a battente. Nel caso di serramenti a 2 o più ante, l'apertura a vasistas è possibile solo per l'anta dotata di maniglia.
Nel corso degli anni, il sistema è stato semplificato e attualmente la lavorazione richiede un tempo relativamente basso. Si è diffuso largamente a partire dalla seconda metà del XX secolo. Sulla scia di questa invenzione è stata prodotta anche la versione a ribalta per le finestre scorrevoli. Il principio è simile a quello delle ribalte per battenti, ma la lavorazione è più complicata ed incide maggiormente sul prezzo. Anche in questo caso l'anta apriblile sia a scorrere che a ribalta è quella con la speciale maniglia a due posizioni.

### Sporgere
L'apertura a sporgere è simile come principio al vasistas, avendo come funzione principale l'aerazione dei locali senza spalancare la finestra. L'anta apre all'esterno, ha le cerniere nel traverso superiore, la chiusura chiamata tavellino nel traverso inferiore ed i bracci di blocco e limitazione apertura sui montanti laterali. Utilizzato principalmente per edifici ad uso industriale, cantine, vani scale e uffici.
Come il vasistas, un serramento a sporgere viene usato per l'evacuazione di fumo e calore in caso di incendi. In tal caso i meccanismi di allarme ed apertura sono identici a quelli descritti per i vasistas. Le finestre a sporgere vengono spesso utilizzate negli abbaini dove, sganciando i bracci limitatori di apertura, permettono l'accesso sui tetti.

### Bilico
Il bilico è una finestra o porta-finestra avente l'anta ruotante su dei perni di rotazione intermedi chiamati frizioni, dotate al loro interno di molle a scatto che permettono all'anta di rimanere bloccata nella posizione preferita. Apre in parte all'esterno e in parte all'interno del locali. Se le frizioni sono poste sui profili verticali (montanti), la rotazione avviene attorno a un asse orizzontale ed il serramento viene detto bilico orizzontale. In tale caso la parte superiore del serramento si configura come un vasistas e quella inferiore come uno sporgere. Nei bilici orizzontali l'asse di rotazione viene di solito posto in centro, in modo che le due parti siano uguali e si bilancino. Buona parte dei moderni lucernari che illuminano e aerano i sottotetti delle abitazioni private sono fatti con bilici orizzontali, spesso comandati a distanza con comandi manuali o elettrici.
Nei bilici verticali le frizioni sono poste sui traversi e l'asse di rotazione è verticale. In questo tipo di serramento, si posizionano spesso le frizioni non al centro e in tal caso la parte che apre all'interno ha lunghezza diversa da quella che apre all'esterno. Tale soluzione viene adottata anche per le porte, sostituendo la frizione inferiore con un normale chiudiporta a pavimento.

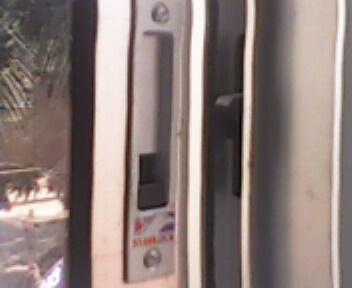
Particolare di uno scorrevole, la maniglia a vaschetta è provvista di serratura

### Scorrevole
I serramenti scorrevoli sono utilizzati sia per le porte che per le finestre e le porte-finestre. Spesso vengono usati quando i locali sono piccoli e le ante a battente sarebbero d'ingombro una volta aperte. Il sistema classico è quello per finestre e porte-finestre, costituito da 2 ante apribili sotto le quali sono fissati dei carrelli muniti di ruote che scorrono sul binario inferiore facente parte del telaio. Il traverso superiore del telaio è sagomato in modo da guidare le ante. In posizione di apertura le ante sormontano l'una sull'altra, si può quindi avere solo metà dell'infisso spalancato. Le guarnizioni a tenuta sono di solito spazzolini infilati nelle apposite sedi sul lato interno ed esterno dell'anta. Per vani di larghezza superiore si possono anche usare scorrevoli con quattro ante. Si può prevedere una chiusura per ognuno dei montanti laterali o una centrale. L'apertura può avvenire con maniglioni fissi o con più economiche vaschette incassate. Nel caso di ante grandi o con vetri stratificati particolarmente spessi, è bene accertarsi che i carrelli di scorrimento siano adatti a sopportare il peso.
Un diverso sistema a scorrere viene usato per le porte interne, che non prevede il telaio a muro. I carrelli sono fissati sul traverso superiore dell'anta e scorrono su un binario fissato alla parete, mascherato da lamiere o pannelli. I binari sono dotati di un fermo-corsa regolabile che limita l'apertura e tiene ferma la porta quando è aperta. Su un lato del pavimento viene fissato un perno che tiene in guida il traverso inferiore della porta, dotato di una scanalatura apposita per tale perno. Sono in commercio controtelai da inserire nel muro e provvisti di guida superiore che permettono alla porta di scorrere all'interno del muro. In questo caso le porte sono dette "a scomparsa". Anche in questa soluzione si utilizza il perno laterale di guida dell'anta.
Un sistema più semplice viene adottato nelle fusuma, le tradizionali e leggere porte scorrevoli ornamentali giapponesi tamburate con carta o tela spesso dipinta. Scorrono su due binari in legno sagomati a "U" posti sul pavimento e sulla trave superiore, mentre lo scorrimento è agevolato da due strisce lubrificanti in vinile fissate sotto ad ogni anta.

### Alzante scorrevole
Gli "alzanti" hanno campi di applicazione e caratteristiche simili ai serramenti scorrevoli, ma differiscono da questi ultimi per il diverso principio di tenuta con guarnizioni in EPDM e la possibilità di realizzare infissi di grandi dimensioni e notevole peso (fino a 400 kg). Sono di solito costituiti da 2 vetrate di cui una apribile a scorrere e l'altra fissa. I carrelli di questo tipo di serramento sono collegati al meccanismo della cremonese-serratura. Alla rotazione della maniglia un sistema di leveraggi permette il sollevamento dell'anta scorrevole dal piano ed il libero scorrimento sulle guide con ridotti attriti. Proprio questo meccanismo di sollevamento dell'anta permette l'utilizzo di guarnizioni di tenuta in EPDM, cosa che nei serramenti scorrevoli tradizionali con carrelli fissi normalmente non si riscontra per via degli attriti che sviluppano durante lo scorrimento. Le guarnizioni in EPDM sono quindi simili a quelle a giunto aperto dei serramenti a battente; in posizione di chiusura dell'anta restano compresse nel perimetro garantendo una tenuta superiore ai tradizionali sistemi con guarnizioni a spazzolino.

#### Porta scorrevole automatica
Negli ultimi decenni del XX secolo si sono diffuse le porte scorrevoli automatiche, utilizzate soprattutto per esercizi commerciali ed uffici. Il principio è simile a quello delle porte scorrevoli normali, sostituendo il binario normale con un meccanismo elettrico collegato a sensori che comandano l'apertura delle ante. Su alcuni di questi sistemi vengono applicati dispositivi antipanico, che permettono l'apertura con rotazione verso l'esterno dell'anta scorrevole quando si presentano delle emergenze. In tal caso l'apertura viene fatta manualmente da chi fugge tale pericolo e non ha tempo di aspettare l'apertura automatica a scorrere, ed avviene facendo pressione su speciali maniglioni antipanico. Questa soluzione permette anche l'apertura dell'anta nel caso che si guasti il meccanismo elettrico.

### A libro
L'apertura a libro viene usata per porte o porte finestre e prevede l'impacchettamento laterale delle ante, che sono tutte collegate tra loro con cerniere e perni che scorrono sui binari inferiore e superiore. Viene usata frequentemente per quegli ambienti che hanno bisogno di tenere spalancati vani finestra particolarmente ampi, come le verande e bar o ristoranti che offrono ai clienti un ambiente chiuso in caso di maltempo ed aperto nelle belle giornate. Le ante sono appese con carrelli scorrevoli al binario superiore e guidate da perni in quello inferiore. In posizione di apertura, il vano serramento resta quasi completamente spalancato; la luce di apertura è uguale alla luce totale meno l'ingombro delle ante impacchettate. La larghezza ed il numero delle ante varia anche in funzione dello spessore dei vetri adottati e della portata massima dei carrelli su cui sono appese. Normalmente il serramento si presenta intelaiato sui 4 lati, ma a fronte di particolari esigenze come ad esempio la rimozione di barriere architettoniche, il traverso inferiore viene sostituito da un profilato sagomato a "omega" incassato nel pavimento.
Normalmente si aprono verso l'interno, in tal caso le ante sono a battente e sia i carrelli che i perni inferiori sono dotati di cerniere, garantendo contemporaneamente sia lo scorrimento nei binari che la rotazione delle ante. Altre cerniere sono fissate in posizioni intermedie dei montanti. In alcuni casi i perni di scorrimento e i carrelli scorrevoli sono fissati a metà dei traversi delle ante, sono indipendenti dalle cerniere e le ante una volta impacchettate restano metà all'esterno e metà all'interno. In questo caso le ante non sono a battente ed il sistema di guarnizioni offre prestazioni inferiori rispetto a quello delle aperture a libro con ante a battente. L'apertura a libro trova applicazioni anche nei portoni industriali e nelle porte interne più moderne, sostituendo le porte ad un'anta, rispetto alle quali quando sono aperte ingombrano la metà dello spazio.

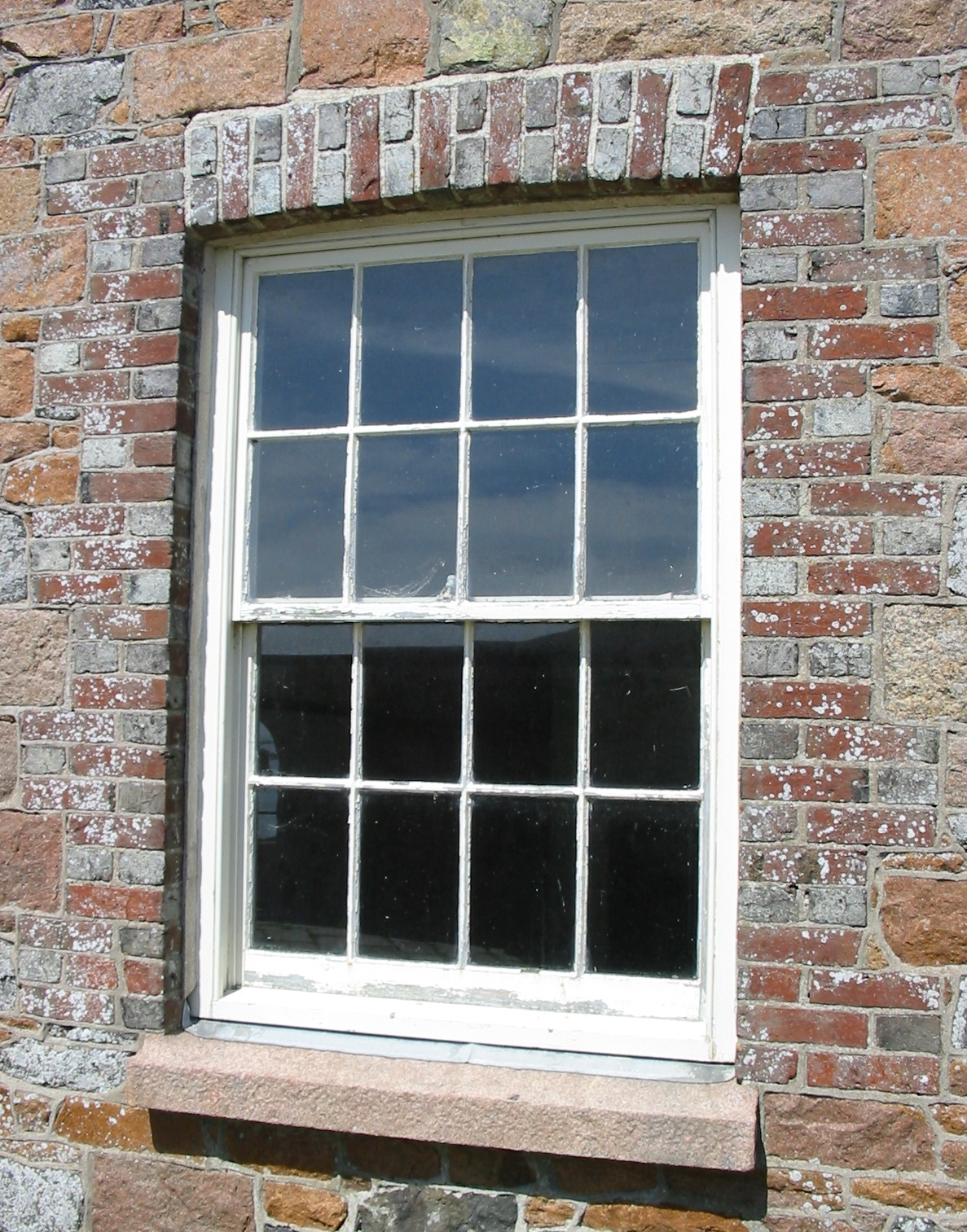
Saliscendi con inglesina

### Saliscendi
Molto diffuso nei paesi anglofoni e soprattutto negli Stati Uniti, dove è il serramento più comune, il saliscendi è una finestra a due ante che scorrono verticalmente. Nel saliscendi bilanciato, le due ante sono collegate tra loro con delle corde e si aprono contemporaneamente, quella inferiore verso l'alto e la superiore verso il basso. Il saliscendi contrappesato prevede dei contrappesi fissati su ciascuna anta che ne permettono l'apertura indipendente dall'altra anta. In alcuni casi si apre solo l'anta inferiore.
I saliscendi consentono una facile pulizia dei vetri e le ante aperte non ingombrano all'interno della stanza. Tra i principali difetti vi sono la aerazione limitata a metà del vano finestra (come gli scorrevoli), e fino a qualche tempo fa, il sistema di guarnizioni che garantiva una tenuta agli spifferi minore rispetto a quello dei serramenti a battente e, soprattutto per i saliscendi in legno, si rende spesso necessaria la manutenzione per le ante che si bloccano, se non correttamente montate. Come per serramenti di altri tipi, nei paesi anglosassoni il vetro dei saliscendi viene tradizionalmente posto in opera con l'inglesina, un sistema che suddivide il vetro stesso in riquadri ai soli fini estetici, retaggio dei tempi in cui, per limiti tecnici di produzione vetraria e considerazioni pratiche, le vetrate erano ottenute affiancando lastre di misura ridotta, tenute in posizione dalla griglia dei fuseruoli e da apposito stucco.
La finestra a saliscendi di origine inglese è stata re-interpretata dall'architettura italiana di inizio secolo, soprattutto nelle grandi città del Nord Italia, quali Milano e Torino. Il suo apprezzamento, ed il conseguente sviluppo e diffusione di inizio Novecento, è dovuto in particolare all'ampiezza delle misure che tale serramento può permettere agli architetti e costruttori, così da poter inserire grandi vetrate apribili nelle abitazioni e scuole, al fine di avere un migliore irraggiamento solare utile sia ad aumentare le temperature all'interno delle abitazioni sia a debellare germi e batteri particolarmente diffusi a quei tempi. Ancora oggi queste caratteristiche di ampiezza e mobilità del serramento a saliscendi sono apprezzate e ricercate.esiste una variante - coperta da brevetto - che permette la totale scomparsa del serramento al di sotto del bancale inferiore della finestra.

### A pantografo
L'apertura a pantografo, detta anche apertura parallela permette all'anta di aprire frontalmente verso l'esterno restando parallela al telaio su cui è fissata. Tale apertura è consentita da appositi bracci il cui movimento è simile a quello di un pantografo. Viene utilizzata molto raramente; tra le sue applicazioni vi sono le finestre inserite nelle facciate continue ed alcuni tipi di lucernari, soprattutto quelli concepiti per l'evacuazione di fumo e calore.